# Beresan-Liman
Der Beresan-Liman (ukrainisch Березанський лиман) ist ein Liman im Süden der ukrainischen Oblast Mykolajiw und bildet die Mündung des 49 km langen Küstenflusses Beresan in das Schwarze Meer.
Eine Nehrung trennt, von einem 400 m breiten Durchlass in Nähe des Dorfes Rybakiwka abgesehen, den Liman von der Nordküste des Schwarzen Meeres.
Der Liman hat eine Länge von 20 bis 26 km und bedeckt eine Fläche von 60 km².
Seine Breite liegt zwischen 0,6 km und 4 km und beträgt durchschnittlich etwa 2,3 km. Er hat eine durchschnittliche Tiefe von 3,3 m und eine maximale Tiefe von etwa 15 m. Das Wasservolumen des Liman beträgt 0,2 km³.
Neben dem Beresan mündet noch der 45 km lange Sassyk (ukrainisch Сасик) in den Liman.
Am Westufer des Beresan-Limans liegt die Stadt Otschakiw und dem Liman vorgelagert liegt im Schwarzen Meer die Insel Beresan.